# Coupe de la CAF 1997
Navigation
Édition précédente Édition suivante
La Coupe de la CAF 1997 est la sixième édition de la Coupe de la CAF. 
Elle voit le sacre du club de l'ES Tunis de Tunisie qui bat les Angolais de Petro Atlético Luanda en finale, lors de cette sixième édition de la Coupe de la CAF, qui est disputée par les vice-champions des nations membres de la CAF. Toutes les rencontres sont disputées en matchs aller et retour.

## Tour préliminaire
| Équipe 1          | Résultat | Équipe 2                       | Aller | Retour |
| ----------------- | -------- | ------------------------------ | ----- | ------ |
| Simba Sports Club | 5 - 1    | Dire Dawa Locomotive FC        | 4 - 1 | 1 - 0  |
| ASKO Kara         | -        | Dragons de l'Ouémé disqualifié | -     | -      |

## Premier tour
| Équipe 1                   | Résultat      | Équipe 2                           | Aller | Retour |
| -------------------------- | ------------- | ---------------------------------- | ----- | ------ |
| DS Antananarivo            | 1 - 1 4-2 tab | US Stade Tamponnaise               | 1 - 0 | 0 - 1  |
| forfait Umtata Bucks       | -             | Centre Chiefs                      | -     | -      |
| Kampala City Council       | 4 - 2         | Rwanda FC                          | 3 - 0 | 1 - 2  |
| forfait Têxtil de Púnguè   | -             | C&M Sales                          | -     | -      |
| AS Bantous                 | 3e - 3        | Aslad de Moundou                   | 1 - 1 | 2 - 2  |
| Petro Atlético Luanda      | 7 - 1         | Association Sportive des Cheminots | 5 - 0 | 2 - 1  |
| Kabwe Warriors             | -             | Chief Santos FC forfait            | -     | -      |
| Simba Sports Club          | 1 - 4         | AFC Leopards                       | 1 - 1 | 0 - 3  |
| ES Tunis                   | 8 - 3         | ASKO Kara                          | 7 - 0 | 1 - 3  |
| USM Ain Beida              | 2 - 1         | Stade malien                       | 1 - 0 | 1 - 1  |
| Asante Kotoko              | 3 - 2         | Mangasport                         | 2 - 0 | 1 - '2 |
| Stade d'Abidjan            | 3 - 4         | USFA                               | 2 - 3 | 1 - 1  |
| disqualifié Mighty Barolle | -             | Jasper United                      | -     | -      |
| Horoya AC                  | 1 - 2         | Chabab Mohammédia                  | 0 - 0 | 1 - 2  |
| 'Kawkab de MarrakechT'     | 2 - 0         | ASC Linguère                       | 1 - 0 | 1 - 0  |
| Cotonsport Garoua          | 6 - 0         | AS Dragons                         | 5 - 0 | 1 - 0  |

## Huitièmes de finale
| Équipe 1                | Résultat      | Équipe 2               | Aller | Retour |
| ----------------------- | ------------- | ---------------------- | ----- | ------ |
| Kampala City Council    | 1 - 0         | AS Bantous             | 1 - 0 | -      |
| Petro Atlético Luanda   | 3 - 0         | C M Sales              | 1 - 0 | 2 - 0  |
| AFC Leopards            | -             | Kabwe Warriors forfait | -     | -      |
| Centre Chiefs           | 2 - 4         | DS Antananarivo        | 1 - 2 | 1 - 2  |
| Kawkab de Marrakech (T) | 1 - 2         | Cotonsport Garoua      | 1 - 1 | 0 - 1  |
| USFA                    | 2 - 5         | ES Tunis               | 1 - 1 | 1 - 4  |
| Asante Kotoko           | 2 - 4         | USM Ain Beida          | 1 - 1 | 1 - 3  |
| Chabab Mohammedia       | 2 - 2 3-4 tab | Jasper United          | 2 - 0 | 0 - 2  |

## Quarts de finale
| Équipe 1              | Résultat | Équipe 2          | Aller | Retour |
| --------------------- | -------- | ----------------- | ----- | ------ |
| ES Tunis              | 5 - 4    | Cotonsport Garoua | 4 - 1 | 1 - 3  |
| Petro Atlético Luanda | 5 - 1    | USM Aïn Béïda     | 2 - 0 | 3 - 1  |
| DS Antananarivo       | 0 - 2    | Jasper United     | 0 - 0 | 0 - 2  |
| Kampala City Council  | 3 - 2    | AFC Leopards      | 2 - 2 | 1 - 0  |

## Demi-finales
| Équipe 1             | Résultat | Équipe 2              | Aller | Retour |
| -------------------- | -------- | --------------------- | ----- | ------ |
| Kampala City Council | 1 - 9    | ES Tunis              | 1 - 3 | 0 - 6  |
| Jasper United        | 3 - 5    | Petro Atlético Luanda | 2 - 1 | 1 - 4  |

## Finale
| Équipe 1              | Résultat | Équipe 2 | Aller | Retour |
| --------------------- | -------- | -------- | ----- | ------ |
| Petro Atlético Luanda | 1 - 2    | ES Tunis | 1 - 0 | 0 - 2  |

## Vainqueur
| Coupe de la CAF Vainqueur 1997 |
| ------------------------------ |
| ES Tunis Premier titre         |